# Adson de Montier-en-Der
Pour les articles homonymes, voir Montier.
Hémeric Adson  dit Adson de Montier-en-Der (en latin : Adso Dervensis) est un abbé franc né vers 920 à Saint-Claude dans le Jura qui rétablit le monastère de Montier-en-Der (Haute-Marne) après sa destruction par les Vikings. Mort sur le chemin d'un pèlerinage à Jérusalem en 992, il reste l'un des plus illustres écrivains européens du Xe siècle.

## Biographie
D'ascendance noble, celle de la famille comtale de Rosnay, il fait ses études à l'abbaye de Luxeuil fondée en 590 par saint Colomban. Il est ensuite appelé à l'abbaye Saint-Èvre de Toul comme écolâtre puis, en 960, à l'abbatiale Saint-Pierre-et-Saint-Paul Montier-en-Der dont il est consacré abbé en 968. Sous son abbatiat, le comte Herbert le Jeune, comte de Troyes et de Meaux, guéri par les reliques de saint Bercaire, fait d'importantes donations en actions de grâces à l'abbaye. 
Bien qu'il semble demeurer abbé de Montier jusqu'à sa mort, Adson de Montier-en-Der est cité dès l'année suivante comme second abbé de l'abbaye Saint-Mansuy de Toul fondée six ans plus tôt puis en 972 comme abbé de l'abbaye Saint-Basle de Verzy. Certaines sources le citent également plus tard comme abbé à l'abbaye de Luxeuil.
Ayant ramené Hilduin IV de Montdidier, comte d'Arcis-sur-Aube, frère de l'évêque de Troyes Manassès (985–993) mais brigand notoire, dans le droit chemin il l'accompagne en pèlerinage expiatoire à Jérusalem et meurt en mer en 992 au cours du voyage. Il serait enterré sur une île de la mer Égée. Il était l'ami de Gerbert d'Aurillac, abbé de l’abbaye de Bobbio puis pape sous le nom de Sylvestre II, ainsi que d'Abbon de Fleury et avait de son vivant une solide réputation d'érudit. Son nom était associé à ceux de saint Augustin, Alcuin, Raban Maur, ...

## Travaux
Ses écrits se composent d'hymnes et de biographies de saints, dont celles de saint Mansuy, évêque de Toul (338-375), de saint Valbert troisième abbé de Luxeuil mort en 665 et de saint Berchaire, fondateur de Montier en 672. Il a aussi rédigé la Vie de Clothilde dont il célèbre le rôle en faveur de la paix.  
Il a composé une analyse du second livre des dialogues de Grégoire 1er, écrit une biographie sur l'Antéchrist intitulée De nativitate et obitu Antichristi et l’épître Libellus de ortu et tempore antechrist ou « Traité de l’antéchrist » rédigé en 954 à la demande de Gerberge de Saxe, veuve de Louis IV. 
Ses derniers travaux portent sur Rabanus Maurus, Alcuin et saint Augustin. Il est souvent cité par les médiévistes comme référence concernant l'Antéchrist, notamment par Ignaz von Döllinger.